# Tour des Fiz
Le tour des Fiz est un itinéraire de randonnée de France visant à effectuer le tour de la chaîne des Fiz, une montagne de Haute-Savoie, dans le massif du Faucigny. Cet itinéraire entre Passy et Saint-Jean-de-Sixt comporte plusieurs variantes faisant passer par le désert de Platé et la montagne d'Anterne dans les réserves naturelles nationales de Passy et de Sixt-Passy. Le trail du Tour des Fiz reprend l'itinéraire